# Coordinamento (diritto)
Il coordinamento nel diritto pubblico è il procedimento attraverso il quale un'autorità od un organo sovraordinato — dotato di una propria competenza e responsabilità — dirige, razionalizza e controlla l'operato e l'attività di più organismi consimili destinati ad operare in un medesimo campo.
L'istituto nell'ordinamento giuridico italiano è presente in molti comparti dell'apparato statale e degli enti periferici dello Stato, ne sono un esempio il  coordinamento delle  forze di polizia ed il  coordinamento dei  servizi di informazione e sicurezza.

## Il coordinamento nella sicurezza

Distintivo del Corpo prefettizio

In Italia l'assetto della pubblica sicurezza delineato dall legge 1º aprile 1981 n. 121, ha individuato l'amministrazione di pubblica sicurezza come organo ordinario di coordinamento delle forze di polizia individuate ai sensi dell'articolo 16 della citata legge - ovvero la Polizia di Stato, l'Arma dei carabinieri quale forza armata in servizio permanente di pubblica sicurezza e, infine, la Guardia di finanza, il Corpo di polizia penitenziaria, il Corpo forestale dello Stato - in sede centrale il Comitato nazionale dell'ordine e della sicurezza pubblica, presieduto dal ministro dell'interno e composto dal direttore generale della PS-capo della Polizia, dal comandante generale dell'Arma dei carabinieri e dal comandante generale della Guardia di finanza e a livello provinciale il Comitato provinciale per l'ordine e la sicurezza pubblica, presieduto dal prefetto e composto dal questore, dal comandante provinciale dell'Arma dei carabinieri e dal comandante provinciale della Guardia di finanza.
L'istituto del coordinamento per le forze di polizia è da decenni oggetto di studio presso la Scuola di perfezionamento delle forze di polizia in Roma, ove costituisce materia di insegnamento per i funzionari e gli ufficiali di tutte le polizie nazionali che vi frequentano annualmente corsi di alta formazione. La omonima rivista trimestrale della Scuola ha pubblicato numerosi interventi sul tema talché nei suoi fascicoli è condensata gran parte della dottrina che si è venuta maturando dal 1981 ad oggi.

## Il coordinamento nei servizi d'informazione e sicurezza
La legge 3 agosto 2007 n. 124 ("Sistema di informazione per la sicurezza della Repubblica e nuova disciplina del segreto"),relativa alla riforma dei servizi segreti italiani istituisce il Dipartimento delle informazioni per la sicurezza (DIS), l'Agenzia informazioni e sicurezza esterna (AISE), istituita alle dipendenze del Ministero della Difesa, l'Agenzia informazioni e sicurezza interna (AISI), istituita alle dipendenze del Ministero dell'Interno, in luogo dei preesistenti CESIS, SISMi (militare) e SISDe (civile).

logo della Presidenza del Consiglio dei ministri

Il DIS è un dipartimento della Presidenza del Consiglio dei ministri, da cui dipende direttamente, con il compito di vigilare l'attività di AISI e AISE sulla corretta applicazione delle disposizioni emanate dall'Autorità nazionale per la sicurezza: il presidente del Consiglio. il DIS cura altresì le attività di promozione e diffusione della cultura della sicurezza e la comunicazione istituzionale e impartisce gli indirizzi per la gestione unitaria del personale dell varie strutture.
Ruolo principale del DIS è quello del coordinamento delle attività di informazione per la sicurezza svolte dall'AISE e dall'AISI. Il DIS deve essere costantemente informato delle operazioni di competenza dei servizi di informazione per la sicurezza e trasmette al presidente del Consiglio le informative e le analisi prodotte dal Sistema di informazione per la sicurezza.

Il Dipartimento promuove e garantisce, anche attraverso riunioni periodiche, lo scambio informativo tra l'AISE, l'AISI e le forze di polizia; comunica al presidente del Consiglio le acquisizioni provenienti dallo scambio informativo e i risultati delle riunioni periodiche. Tali informative sono trasmesse, su disposizione del presidente del Consiglio , sentito il CISR, ad amministrazioni pubbliche o enti, anche ad ordinamento autonomo, interessati all'acquisizione di informazioni per la sicurezza. Il DIS elabora, d'intesa con l'AISE e l'AISI, il Piano di acquisizione delle risorse umane e materiali e di ogni altra risorsa comunque strumentale all'attività dei servizi di informazione per la sicurezza, da sottoporre all'approvazione del presidente del Consiglio.